# Novi Sip
Novi Sip (kyrillisch: Нови Сип) ist ein Dorf in der Opština Kladovo und im Bezirk Bor im Osten Serbiens. 

## Einwohner
Die Volkszählung 2002 (Eigennennung) ergab, dass 909 Menschen im Dorf leben.
Weitere Volkszählungen:
- 1948: 0682
- 1953: 0746
- 1961: 0625
- 1971: 1646
- 1981: 0956
- 1991: 0812